# 丰田Corona
豐田Corona（英語：Toyota Corona）是日本汽車製造商豐田在1957年至2001年期間生產的第十一代車款。Corona主要在豐田Toyopet Store經銷通路的JDM市場銷售，並是豐田首批出口到全球其他市場的車型之一，次於較小的豐田Corolla。
Corona在豐田在北美市場的成功中扮演了關鍵角色。豐田於1957年以Toyopet名義進入北美乘用車市場，但收效甚微，並於1961年退出。
第三代Corona使該公司在1966年的美國銷量達到20,000多輛（增長了三倍），使得豐田汽車在1967年成為美國第三大暢銷進口品牌 。